# لاري أوبراين
لورانس فرانسيس أوبراين جونيور (بالإنجليزية: Larry O'Brien) (7 يوليو 1917 - 28 سبتمبر 1990) أحد أبرز الاستراتيجيين الانتخابيين للحزب الديمقراطي الأمريكي منذ أكثر من عقدين. شغل منصب مدير عام البريد في حكومة الرئيس ليندون جونسون.
كما شغل منصب مفوض الرابطة الوطنية لكرة السلة في الفترة من 1975 إلى 1984. سميت عليه جائزة بطولة السلة الوطنية. أوبراين هو ابن مهاجرين أيرلنديين، وولد في سبرينغفيلد بولاية ماساتشوستس. وعندما لم يكن يعمل في السياسة، كان يدير عقارات عائلته ويعمل في مجال العلاقات العامة.